# Chausson normand
 (août 2014).
Le chausson normand est une spécialité culinaire de Normandie.
Il s'agit d'un chausson aux pommes, au neufchâtel ou au camembert.
Le Glossaire du patois normand de Louis Du Bois, augmenté des deux tiers par Julien Travers le décrit comme une « tourte aux fruits ».